# Фізико-географічне положення
Фізико-географічне положення — положення території (держави) відносно різноманітних географічних (природних) об'єктів, які впливають на природно-ресурсний потенціал території або країни, наприклад, моря, океани, водойми, пояси типів ґрунтів і т. ін. Противагою від опису положення всієї країни, в межах однієї території (країни) використовується поняття фізико-географічне районування. В порядку збільшення масштабу, розрізняють провінцію, країну, зону, пояс. Фізико-географічне положення є одним із предметів вивчення фізичної географії.